# بوبي غولنغ
بوبي غولنغ (بالإنجليزية: Bobbie Goulding)‏ هو لاعب دوري الرغبي بريطاني، ولد في 4 فبراير 1972 في ويدنس ‏ في المملكة المتحدة.